# Босния и Герцеговина на «Евровидении-1994»
Босния и Герцеговина приняла участие в тридцать девятом выпуске телевизионного конкурса Евровидение-1994, который проходил в театре Пойнт в Дублине, Ирландия. Страну представлял дуэт Алмы Чарджич и Деяна Лазаревича с песней Ostani kraj mene («Оставайся на моей стороне»), написанной Адо Мулахалиловичем и Эди Мулахалиловичем. Это было второе участие страны после их дебюта в 1993 году. По итогам голосования Босния и Герцеговина заняла 15-е место из 25, набрав 39 очков. Этот результат позволил Боснии и Герцеговине принять участие на Евровидение-1995. Таким образом, Ostani kraj mene стала предшественницей боснийской заявки на конкурс 1995 года Dvadeset prvi vijek в исполнении Даворина Поповича. Конкурс был показан TVBiH с комментариями Исметы Дервож-Крвавач. Глашатаем, объявлявшим очки боснийского жюри, была Диана Гркович-Форетич.

## Предыстория
К моменту своего участия на Евровидение-1994 Босния и Герцеговина уже участвовала в конкурсе 1993 года. Страна дебютировала с песней Sva bol svijeta в исполнении Мухамеда Фазлагича, выступавшего под псевдонимом Фазла. Фазла занял второе место на восточноевропейском отборе Предварительный отбор для Милстрита, проходившим в Любляне, а на Евровидение-1993 он финишировал на 16-м месте. Данный результат позволил Боснии и Герцеговине продолжить участие на Евровидение следующего года.
Телевидение Боснии и Герцеговины (TVBiH) являлась организатором выбора боснийской заявки для Евровидения. В 1993 году вещатель организовал национальный финал BH Eurosong для выбора и артиста, и песни. В 1994 году вещатель сохранил формат национального финала, но теперь функция выбора касалась только песни, в то время как артист определялся внутренним отбором.

## До «Евровидения»

### BH Eurosong 1994
Второй выпуск национального финала BH Eurosong 1994 состоялся 26 февраля в телестудии TVBiH в Сараево. Ведущей была Исмета Дервож-Крвавац. Вещатель выбрал певицу Алму Чарджич и певца Деяна Лазаревича для участия в национальном отборе. Алма и Деян записали восемь песен, к каждой из которых был отснят видеоклип. Однако во время трансляции BH Eurosong 1994 было показано по одной минуте от каждого клипа. Победная песня была определена экспертным жюри, которые объявили победителем балладу Ostani kraj mene. Результаты по другим песням оглашены не были.
| Порядковый номер | Название песни           |
| ---------------- | ------------------------ |
| 1                | Probaj                   |
| 2                | Hajde, pjesmo            |
| 3                | Ljubavna                 |
| 4                | Ostani kraj mene         |
| 5                | Volim te                 |
| 6                | Poljubi me               |
| 7                | Pjevam za druge          |
| 8                | Nije to kraj, moj anđele |

## На «Евровидении»
В 1993 году в связи с распадом Советского Союза, Югославии и роспуском Организации Варшавского договора Европейским вещательным союзом было введено правило относительно квалификации стран-участниц. Согласно нему страны, занявшие последние семь мест, не допускались к участию в конкурсе следующего года. Алма и Деян выступали под номером 18, между Норвегией и Грецией. Перед выступлением боснийского дуэта публика приветствовала артистов бурными и продолжительными аплодисментами, из-за которых вступление не прозвучало в эфире, а Лазаревич не смог спеть первую строчку песни. По итогам голосования боснийский дуэт занял 15-е место из 25, набрав 39 очков, самым высоким из которых стали 10 очков от Франции. Этот результат позволил Боснии и Герцеговине принять участие на Евровидение-1995. 12 очков боснийское жюри присудило Мальте. Дирижёром во время исполнения боснийской песни был Синан Алиманович.